# Удар руських богів
«Удар руських богів» (рос. «Удар русских богов») — книга російських письменників В. Іванова і В. Селіванова, видана під псевдонімом Істархов Владімір Алєксєєвич. Перше видання 1999 р., друге — 2000 р., третє авторське видання (доповнене) — 2001 р., видавництво «Світовид», м. Харків. Після цього книгу «Удар російських богів» видавали різні видавництва з різним змістом. Були і контрафактні видання. Четверте авторське видання з'явилося наприкінці 2001 р. Першим його видало видавництво ЛИО «Редактор» С.-Петербург. Потім його видавали різні видавництва. Визнана російським судом такою, що пропагує ідеї нацизму і екстремізму. За розповсюдження і продаж цієї книги у Росії було порушено кілька кримінальних справ.

## Опис книги
Основна тема — неоязичництво і знешкодження різноманітних деструктивних зомбікультів[що це?], насаджених серед слов'янських народів. У книзі «Удар російських богів» автор трактує юдаїзм, християнство, масонство і комунізм як «єврейські релігії, створені як інформаційна зброя для захоплення і встановлення світового панування вищої єврейської олігархії та їх сатанинськими господарями» і закликає розбудити «дрімаючі сили» у російському народі на основі ведичних знань.

## Суспільна значущість
Взимку 2006 року у ході розслідування справи Олександра Копцева, що напав з ножем на прихожан московської синагоги на Великій Бронній вулиці, було встановлено, що його настільною книгою була «Удар російських богів» Владіміра Істархова; навесні 2006 р. Нагатинська прокуратура порушила кримінальну справу за статтею 282 ч.1 КК РФ («розпалювання міжнаціональної ненависті і ворожнечі») за фактом поширення в мережі Інтернет текстів книги «Удар російських богів».
Влітку 2007 р. прокуратура Саратовської області за фактом продажу книги В. Істархова в магазинах м. Саратова порушила кримінальну справу за ч. 1 ст. 282 КК РФ
19 березня 2009 прокуратура Архангельської області визнала книгу екстремістською.
Також набуло чинності Визначення Судової колегії у цивільних справах Свердловського обласного суду № 33-926/2009 від 27.01.2009 р. про скасування рішення Верх-Ісетського районного суду м. Єкатеринбургу від 3 липня 2008 р. про визнання книги Владіміра Алєксєйовича Істархова «Удар російських богів» екстремістським матеріалом.
Пізніше Свердловський обласний суд залишив касаційну скаргу[кого?] без задоволення, а рішення Верх-Ісетського районного суду про включення книги у федеральний список екстремістських матеріалів, з конфіскацією нереалізованого тиражу — без зміни.

## В Україні
- 29 жовтня 2009 р. — книга «Удар руських богів» Національною експертною комісією України з питань захисту суспільної моралі визнана такою, що не відповідає українському законодавству. Комісія виявила у цій книзі публічні висловлювання, спрямовані на розпалювання ненависті та ворожнечі щодо євреїв як нації, юдеїв і християн як представників світових релігій, а також інформацію, яка принижує і ображає єврейську націю за національною ознакою, пропагує неповагу до національних і релігійних святинь.

Про ухвалене щодо книги рішення Нацкомісія з питань захисту моралі має намір[коли?] проінформувати Службу безпеки України.
- 10 лютого 2011 — прокурор міста Харкова Євген Попович повідомив, що працівники прокуратури вилучили 21 екземпляр «Mein Kampf» Адольфа Гітлера і 30 примірників книги «Удар русских богов» Владіміра Істархова. Харківська міська прокуратура провела перевірку виконання закону про суспільну мораль. За його словами, в ході перевірки на книжковому ринку «Райський куточок» у одного підприємця була виявлена література, визнана Національною комісією із захисту моралі такою, що пропагує фашизм. Стосовно підприємця порушено кримінальну справу за ст. 300 Кримінального кодексу України («ввезення, виготовлення або розповсюдження творів, що пропагують культ насильства і жорстокості»).

## Інші книги автора
1. Удар російських богів/ — [2-е вид., Испр. і доп.]. — К.: Ін-т економіки і зв'язку з громадськістю,2000. — 368 с. ; 21 см. На звороті тіт.л. авт.: В. А. Істархи, акад. Арійсько-Рос.-слов'ян. акад. — Бібліогр.: С. 363–365 (77 назв.). -5000Прим. — ISBN 5-93398-002-1.
2. Удар російських богів/ — [4-е вид.]. — М.: Б.в. ; СПб. : Редактор,2001. — 407 с. : Іл. ; 21 см. На звороті тіт.л. авт.: В. А. Істархи, акад. Арійсько-Рос.-слов'ян. акад. — Бібліогр.: С. 401–404 (111 назв.). — ISBN 5-7058-0312-5.
3. Удар російських богів/ — 4. вид., перераб. і доп. — М.: Рос. правда,2004(ВАТ Щербин. тип.). — 415 с. : Іл., Портр., Табл. ; 20 см. Бібліогр.: С. 407–413 (111 назв.). -2000Прим. — ISBN 5-9243-0044-7 (в обл.).
4. Удар російських богів/ — 4-е вид., Перераб. і доп. — Москва: Руська правда,2005. — 415 с. : Іл. ; 21 см. Бібліогр.: С. 407–413 (111 назв.). -4000Прим. — ISBN 5-9243-0044-7.
5. Що таке «Мертва вода»?/ — 1-е вид. — Москва: Руська Правда,2005. — 111 с. : Портр. ; 20 см — (Руська Правда: всеросійський журнал; ь 37 А). — ISBN 5-901275-03-9.
6. Удар Руських Богів/ — 4-е вид., Перераб. і доп. — Москва: Руська правда,2007. — 415 с. : Портр. ; 21 см. Бібліогр.: С. 407–413. -3000Прим. — ISBN 5-9243-0044-7 (В пер.).
7. Удар Руських Богів/ — 4-е вид., Перераб. і доп. — Москва: Руська правда,2008. — 415 с. : Іл. ; 21 см. Бібліогр.: С. 407–412 (111 назв.). -1500Прим. — ISBN 978-5-9243-0044-7.